# Сакбе

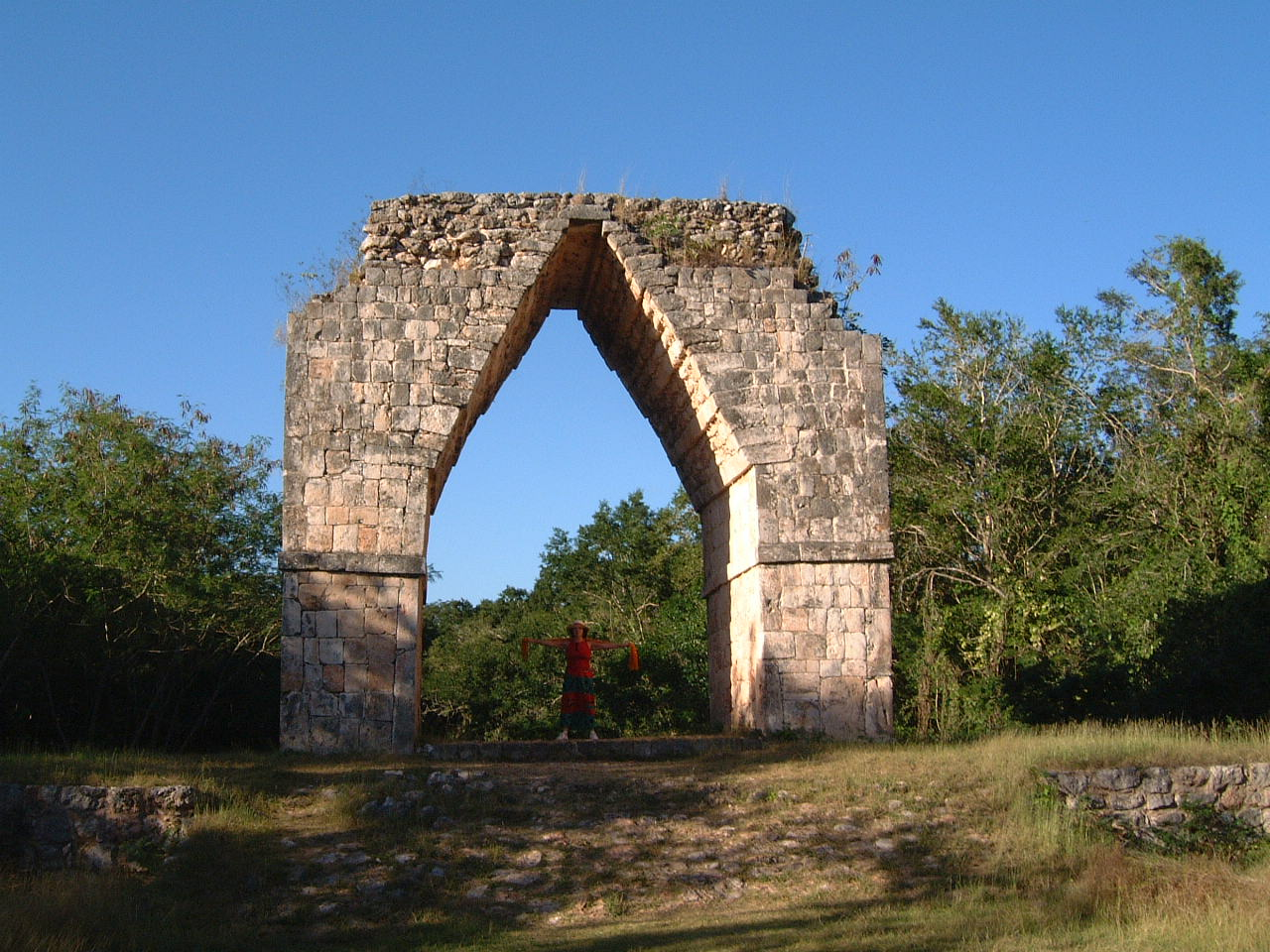
Арка у кінці сакбе до Каба

Сакбе (ісп. Sacbé; sacbeob множина) — дорога між населеними пунктами мая. 
Назва походить від sac (білий) і bé (дорога, шлях) і означає мовою мая білий шлях. Позначення з'явилося від способу «побудови» доріг, при якому сакбе покривалися мінералами білого кольору, вапном. Зовнішні стіни насипу сакбе утворюють добре оброблені вапнякові блоки. Між ними мая клали необроблені камені: внизу — великі, чим вище, тим дрібніші. Потім поверхню ретельно утрамбовували котком, згладжували і заливали розчином з вапна, цю суміш мая називали саксаб. Один такий коток мая Альфонсо Вілья знайшов неподалік від руїн міста Каби. Коток витесаний з вапняку, має понад 4 метри у довжину і майже 1 метр в діаметрі, а важить близько 5 тонн.
Шириною сакбе були від чотирьох до двадцяти метрів, а в довжину могли досягати 100 км. Короткі сакбе використовувалися для з'єднання у церемоніальних центрах та містах, довші дороги слугували для сполучення між містами. Частина сакбе збереглися до теперішнього часу.
Найбільшу сакбе, котра з'єднує міста мая Яшуна та Коби, повністю обстежив у 1931 році мексиканський американіст Альфонсо Вілья. Разом з 12 індіанцями мая він за 21 день пройшов усі 99 кілометрів від Яшуни до Коби. Альфонсо Вілья  під час своєї подорожі Великою сакбе багато разів вимірював її ширину. Виявилось, що ширина сакбе всюди однакова — 10,5 метра. Іншою великою саккбе є дорога, що пов'язувало місто Кабах і Ушмаль.

## Галерея

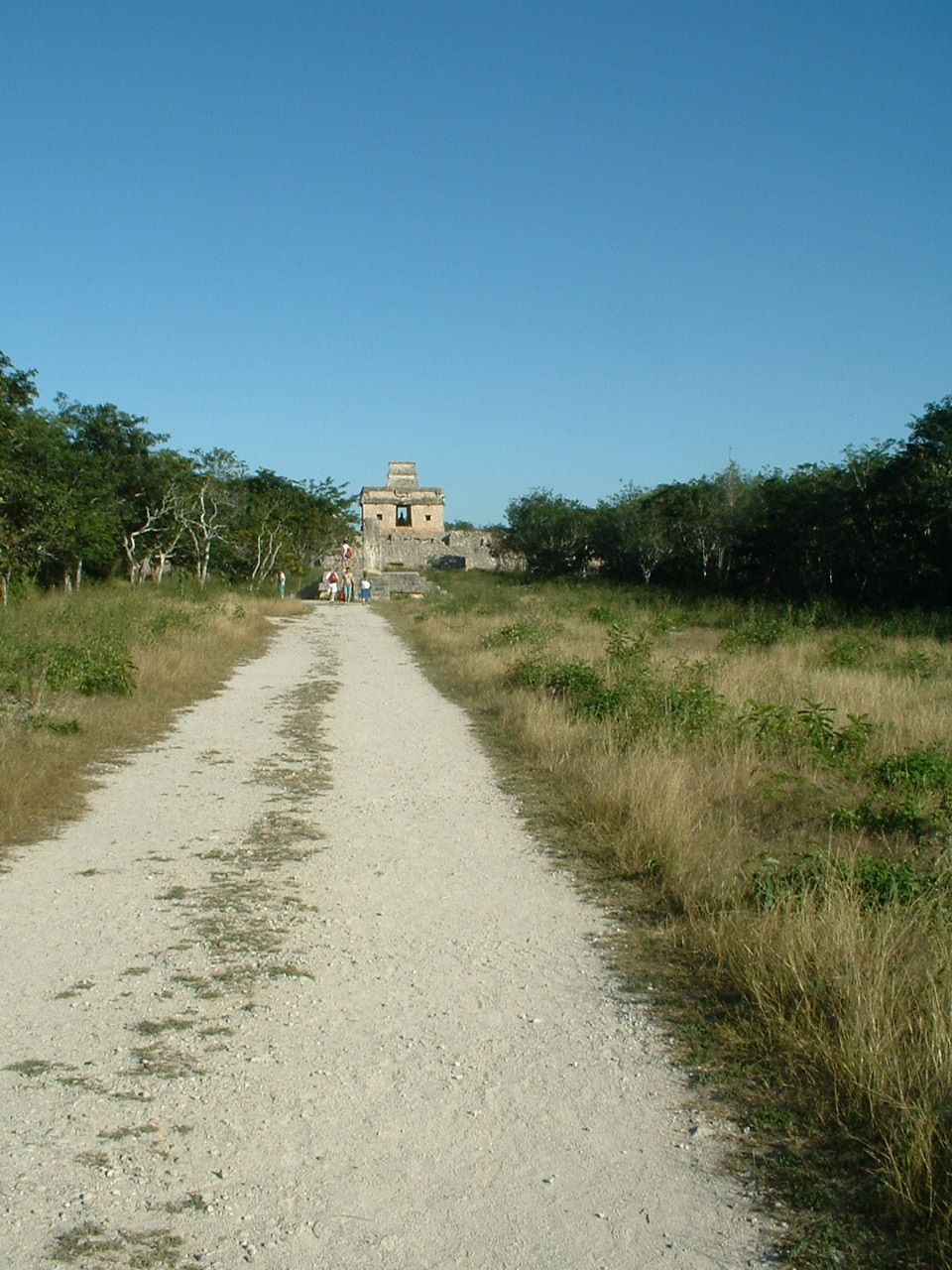
Сакбе у Цібільчальтун
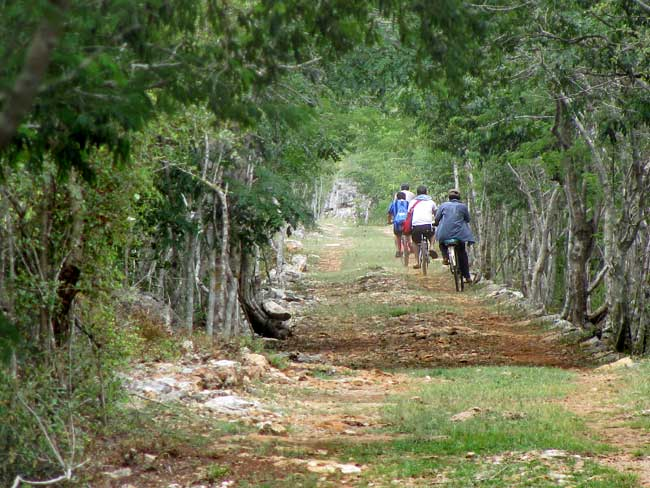
Залишки сакбе у Юкатані
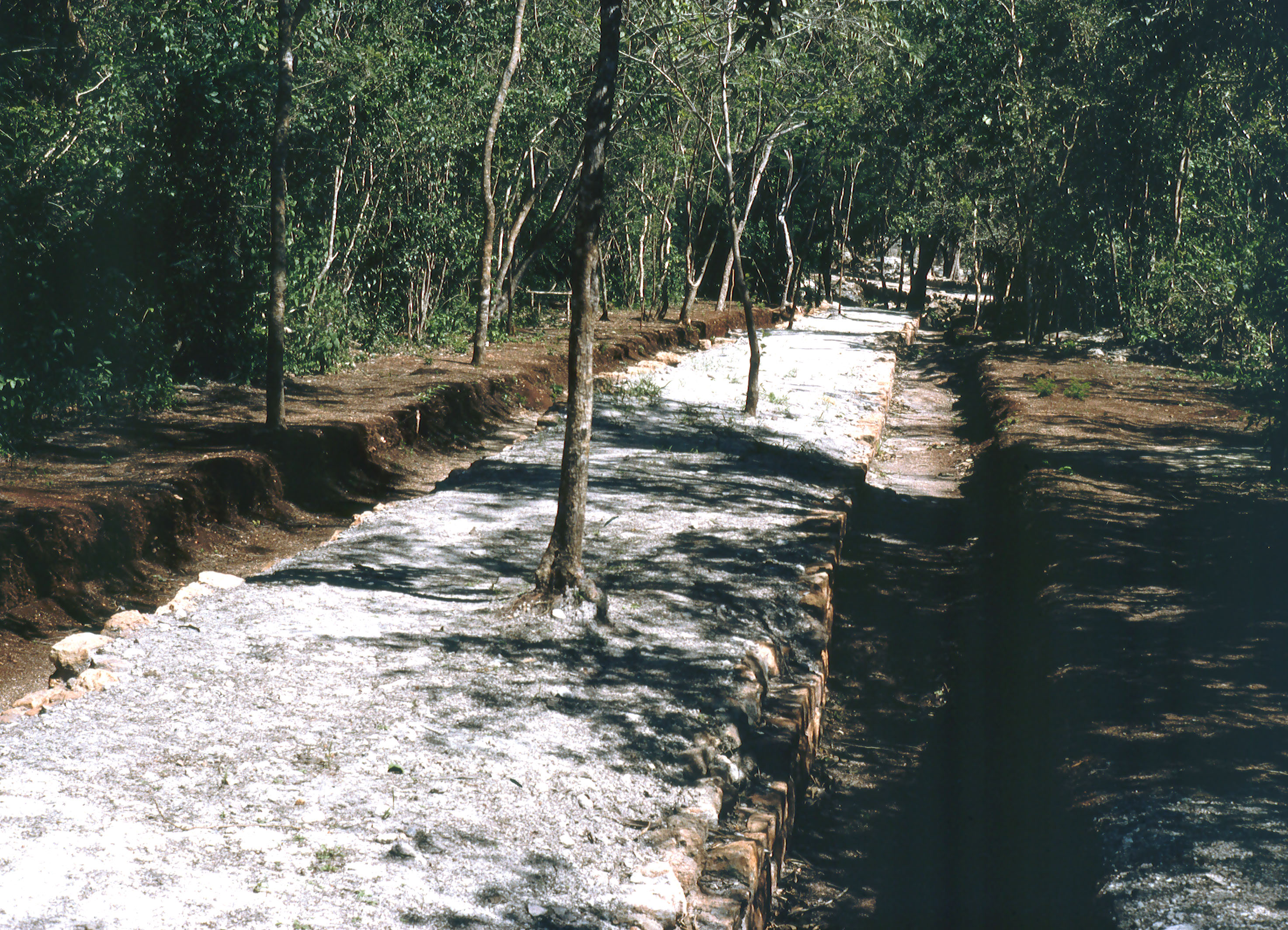
Сакбе у Чечен-Іці.
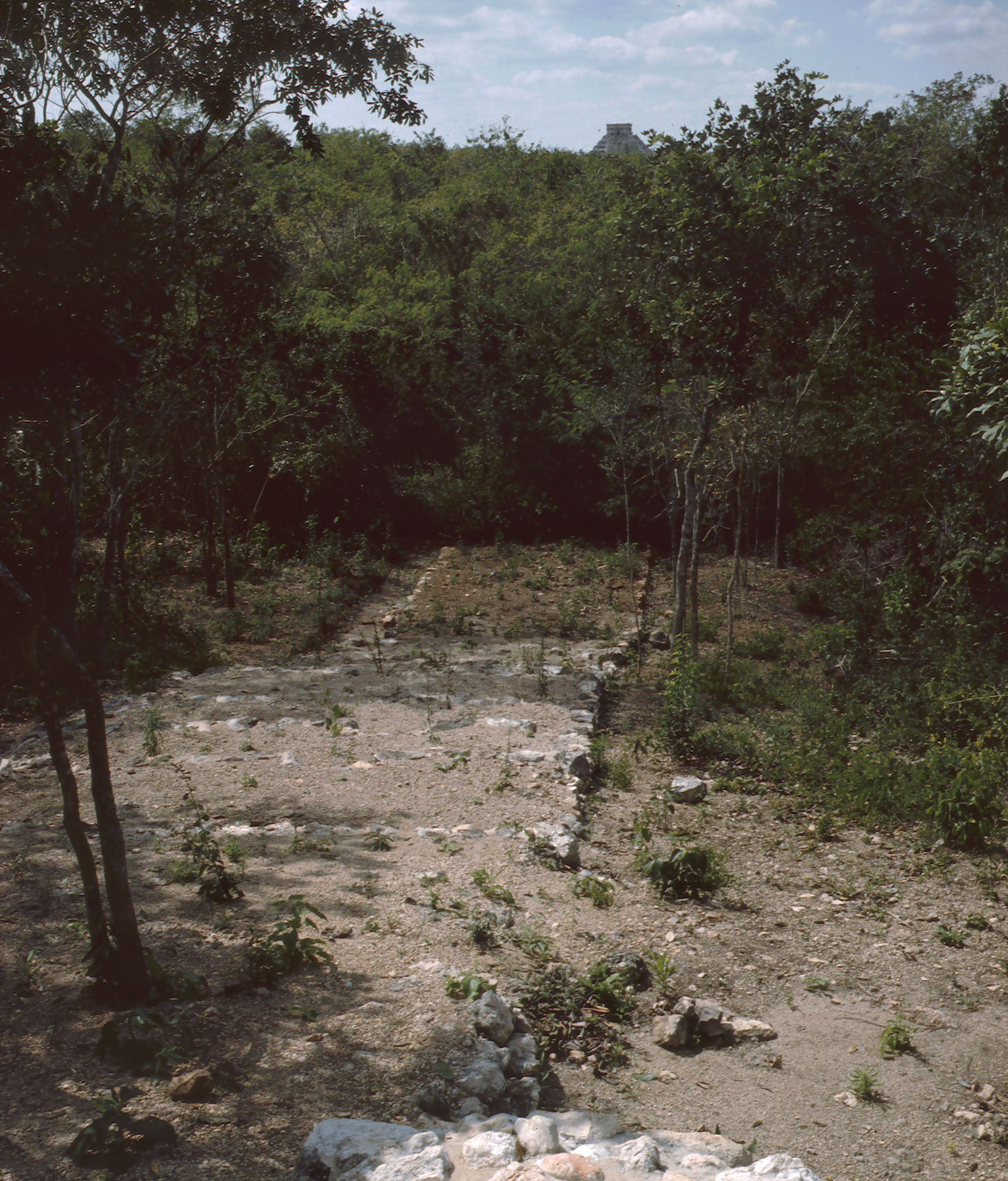
Сакбе у Чечен-Іці.
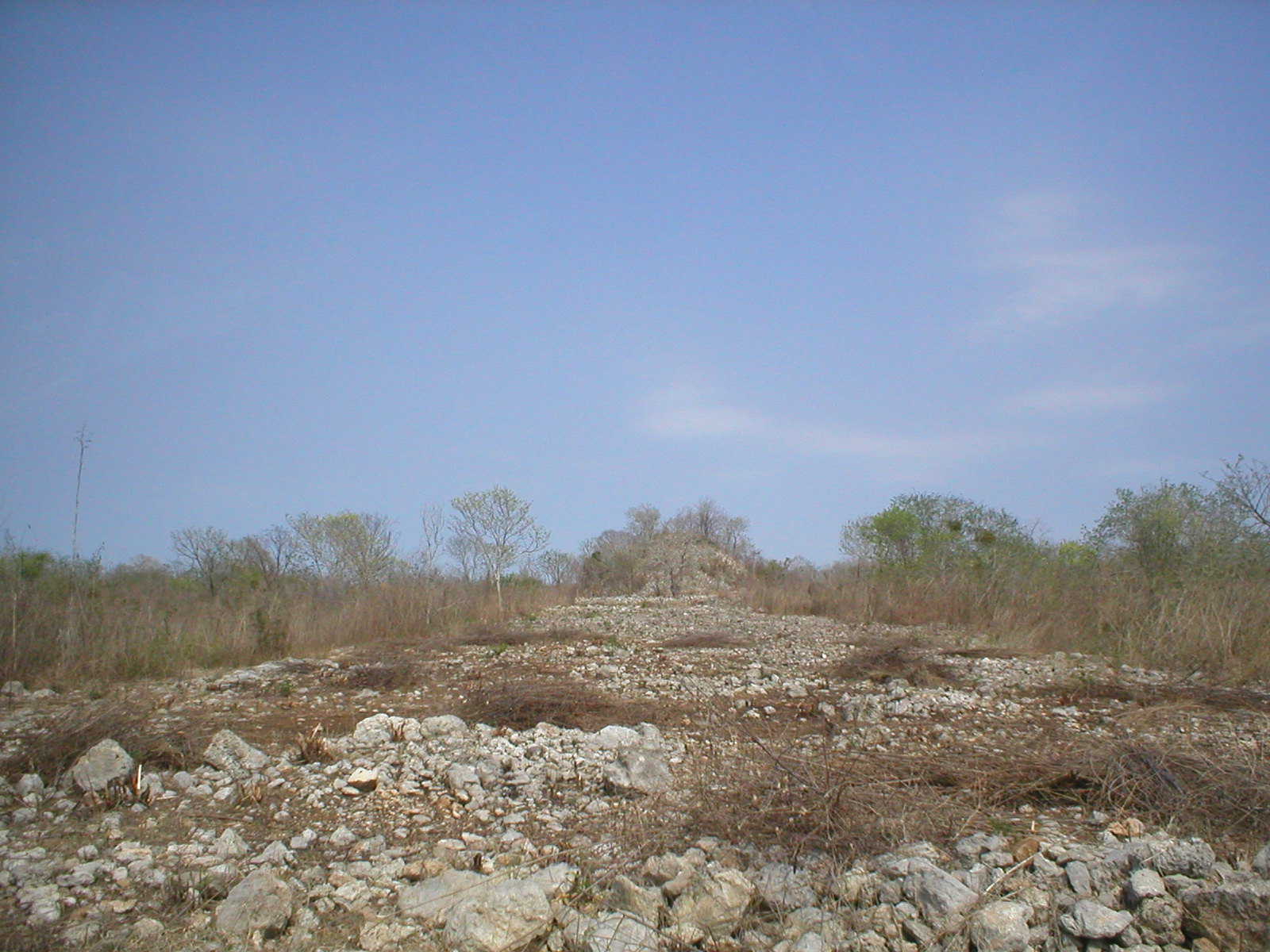
Чунчукміль, залишки сакбе.
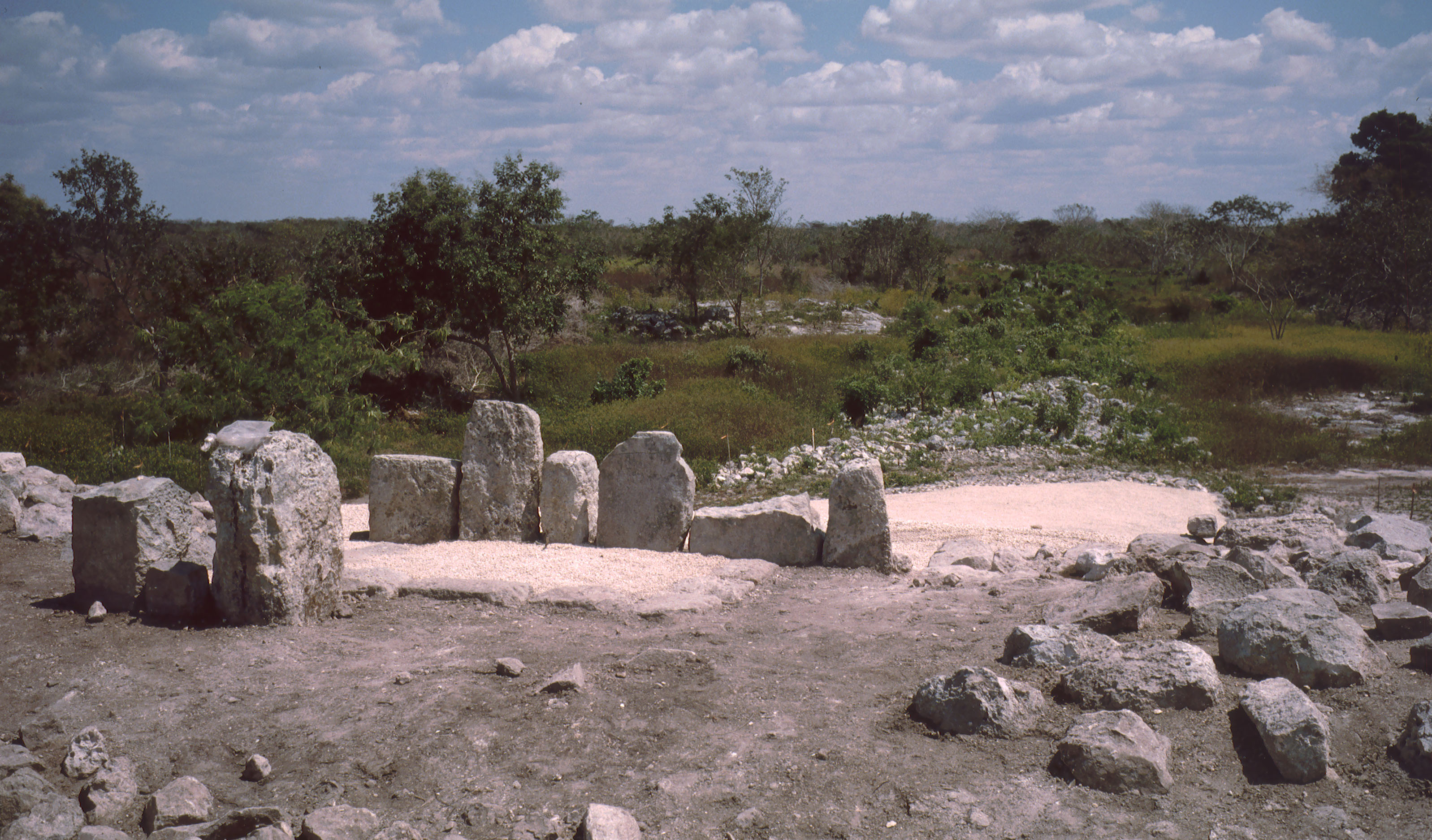
Яшуна, фрагмент сакбе.
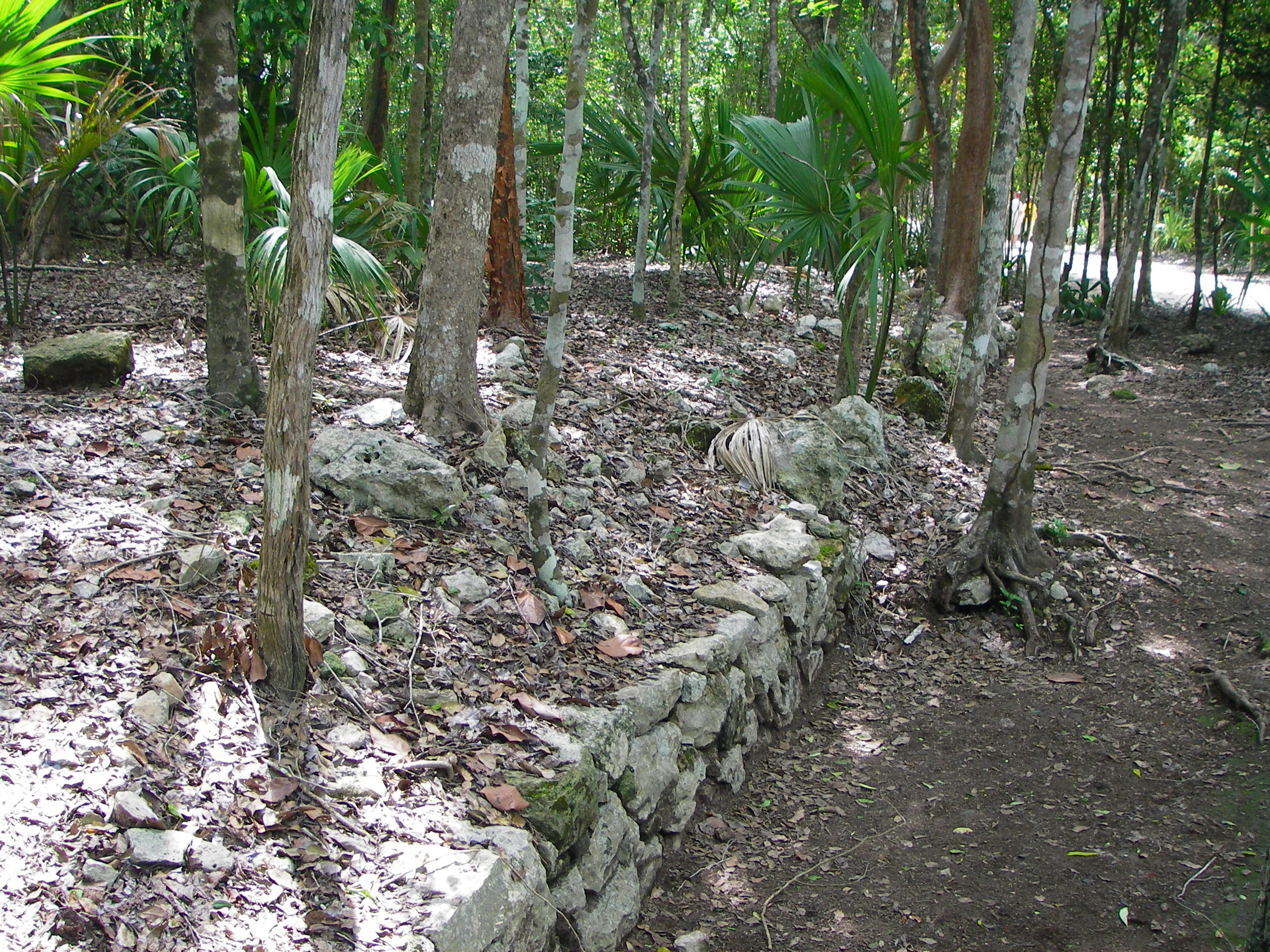
Сакбе у Кабі